# سجاد عباسی
سجاد عباسی (متولد پنجم بهمن ۱۳۶۸ اهل قائم‌شهر) ووشوکار از قهرمانان ووشو مردان ایران در بخش ساندا می‌باشد.
ووشو را از سال ۱۳۸۳ بعد از ورزش‌های کیک بوکسینگ و کاراته آغاز کرد و توانست طلای مسابقات غرب آسیا و طلای مسابقات بین‌المللی جوانان اندونزی را در سال ۲۰۰۸ کسب کند. از دیگر عناوین وی علاوه بر کسب مقام‌های برتر بین‌المللی، کسب مدال برنز جهانی کانادا ۲۰۰۹، برنز المپیک بازی‌های رزمی ۲۰۱۰، برنز مسابقات آسیایی گوانگ‌جو، طلای جام جهانی ۲۰۱۰، دو طلای جام پارس ۲۰۱۰ و ۲۰۱۱، طلای جهانی ترکیه و اینک قهرمان بازی‌های آسیایی ویتنام است.